# Oppo Electronics
A OPPO é uma empresa global de eletrónica de consumo e comunicações móveis sediada em Dongguan, Guangdong, e com sedes regionais em Tóquio, Kuala Lumpur, Gurgaon, Varsóvia, Dusseldorf, e Cidade do México.
No primeiro trimestre de 2021, a OPPO ocupou o 4º lugar em exportações. de smartphones a nível global, e o 2º lugar na China continental. Em março de 2021, o número de utilizadores ativos mensais do seu sistema operativo ColorOS atingiu os 430 milhões
A OPPO é conhecida por tecnologias pioneiras, tais como o seu smartphone extensível OPPO X 2021, o carregamento rápido Super VOOC de 125W, o smartphone deslizante OPPO Find X, e câmara lateral com zoom ótico.
A OPPO opera em mais de 40 países e regiões, com 10 Centros de Fabrico Inteligentes, 6 Institutos de Investigação e 5 Centros de I&D em todo o mundo, bem como um Centro Internacional de Design em Londres. A empresa tem mais de 40.000 empregados em todo o mundo.

## História
A marca "OPPO" foi registada na China em 2001 e lançada em 2004. Desde então, a OPPO expandiu-se para mais de 40 países e regiões.

### MP3/MP4
Em 2001 Tony Chen registou globalmente a OPPO。
Em 2004 a OPPO China foi oficialmente criada. A OPPO Digital, sediada em Menlo Park, Silicon Valley, concebia e comercializava produtos eletrónicos digitais.
Em 2005 a OPPO apresenta o primeiro leitor de MP3.
Em 2006 a OPPO apresenta o primeiro leitor de MP4.

### Telefone emblemático
Em 2008, a OPPO iniciou-se no negócio dos telemóveis ao lançar o primeiro modelo, A103, também conhecido por "smile phone". No mesmo ano, a OPPO criou a submarca OPPO Real.
Em 2009 a OPPO lançou a OPPO Ulike, a sua segunda submarca, com o primeiro produto, o A520, o primeiro modelo extensível da empresa. A OPPO lançou o seu negócio a nível internacional através da sua primeira entrada na Tailândia.

### Smartphone
Em 2011, a OPPO apresentou o seu primeiro telefone inteligente OPPO X903 e criou a submarca Find. Além disso, a OPPO iniciou o seu negócio de Internet móvel com o lançamento dos produtos NearMe.
Em 2012, a OPPO lançou o smartphone Finder, o mais fino do mundo até á data. A OPPO também revelou o Ulike 2 com base nas necessidades de selfie dos consumidores.
Em 2013, a OPPO entrou no mercado indonésio. Anunciou o OPPO N1 e o ColorOS de desenvolvimento próprio da empresa, baseado no Android 4.2.
Em 2014, a OPPO entrou em novos mercados incluindo Índia, Paquistão, Filipinas e Singapura. No mesmo ano, a OPPO introduziu o seu sistema inovador de carregamento rápido VOOC com o lançamento do Find 7. Depois, na MWC de 2016, a OPPO atualizou a tecnologia para o SuperVOOC. O OPPO R9 foi lançado e tornou-se o telefone mais popular na China.
Em junho de 2016, a OPPO tornou-se o maior fabricante de smartphones da China, comercializando os seus telefones em mais de 200.000 pontos de venda.
Em 2017, a OPPO entrou no mercado russo. O OPPO R11s e R11s Plus, que foram os primeiros telefones da OPPO com visor frontal completo, foram lançados na China. A primeira loja emblemática global da OPPO abriu em Xangai.
Em 2018, a OPPO entrou em Espanha, França, Itália, Holanda, Japão e outros mercados. O OPPO Research Institute e o OPPO R&D Centre em Hyderabad na Índia, foram inaugurados.
Em maio de 2018, a OPPO demonstrou a primeira videochamada 5G do mundo utilizando tecnologia de luz estruturada, permitindo a exibição de imagens 3D.
Em junho de 2018, a OPPO anunciou o seu último modelo emblemático Find X no Louvre em Paris e pela primeira vez, equipou o telefone com o carregamento Super VOOC.
Em outubro de 2018, a OPPO fez a primeira chamada de vídeo multiplayer 5G WeChat do mundo.
Em novembro de 2018, a OPPO realizou a Exposição de Tecnologia OPPO em Shenzhen.
Em dezembro de 2018, a OPPO organizou a sua Conferência Anual de Programadores da OPPO (OPPO Developer Conference - ODC) em Pequim, anunciou o assistente de IA Breeno e os programadores de apoio ao plano, chamado “Gravity Plan”, com o objetivo de nutrir o ecossistema de serviços para os utilizadores de smartphones OPPO existentes.

### Dispositivo e Serviço Multi-Smart
Em 2019, a OPPO entrou nos mercados suíço e britânico e estabeleceu o Centro Internacional de Design em Londres. No mesmo ano, entrou na Polónia, Turquia, Ucrânia e outros mercados.
Em fevereiro de 2019, a OPPO acolheu o seu primeiro Evento Global de Inovação em Barcelona, Espanha, revelou o seu primeiro telefone inteligente 5G, e anunciou uma parceria 5G com os seus parceiros Swisscom, Singtel, Telstra e Optus.
Em abril de 2019, a OPPO lançou a submarca 'Reno' com o OPPO Reno e Reno 10x Zoom.
Em maio de 2019, a edição OPPO Reno 5G tornou-se o primeiro smartphone compatível 5G comercialmente disponível na Europa.
Em novembro de 2019, a OPPO realizou o seu OPPO INNO DAY 2019 em Shenzhen, e Tony Chen, Fundador e CEO da OPPO partilhou as três estratégias chave para a era da Conetividade Inteligente. Foram exibidos relógios inteligentes, auscultadores inteligentes, CPE 5G e óculos de realidade aumentada juntamente com outros dispositivos inteligentes.
Em dezembro de 2019, o OPPO Reno 3 e o Reno 3 Pro foram lançados na China com uma câmara quadrupla traseira e suporte 5G.
Em 2020 a OPPO entrou na Alemanha, Irlanda, Roménia, Portugal, Bélgica, África do Sul, México, Japão, e outros mercados. O ano 2020 é também o ano em que a OPPO entra pela primeira vez no mercado latino-americano.
Em março de 2020, a OPPO lançou o seu modelo emblemático Find X2 e o primeiro relógio inteligente OPPO Watch.
Em maio de 2020, a OPPO anunciou o estabelecimento da sua sede da Europa Ocidental em Dusseldorf, Alemanha.
Em março de 2021, a OPPO lançou a sua mais recente série Find X3. O emblemático Find X3 Pro tem uma câmara quadrupla traseira de vanguarda e um ecrã imersivo de mil milhões de cores.
Em abril de 2021, a OPPO entrou nos mercados do Chile e da Colômbia. A OPPO e a Vodafone, a Qualcomm e a Ericsson conseguiram a comercialização da primeira rede independente 5G da Europa (SA) na Alemanha.
No primeiro trimestre de 2021, a OPPO ocupou o 4º lugar no ranking mundial e o 2º lugar no ranking da China.

## Branding

### Missão, valor e visão da marca
Missão da marca: Tecnologia para a Humanidade. Bondade para o Mundo
Valor da Marca: Benfen | Orientado para o utilizador | Procurando a perfeição | Orientado para os objetivos.
Visão da marca: Esforçamo-nos por ser uma empresa sustentável que contribua para um mundo melhor.

### Milestone
Em 2004, a OPPO foi oficialmente fundada.
Em 2011, Leonardo DiCaprio colocou o seu nome no smartphone OPPO Find.
Em junho de 2015, a empresa assinou um acordo com o FC Barcelona para se tornar patrocinador do clube de futebol espanhol.
Em 2017, a OPPO ganhou a licitação para patrocinar a equipa nacional de críquete da Índia, o que permitiu que o seu logótipo fosse utilizado nos kits da equipa entre 2017 e 2019.
Em 2019, a OPPO tornou-se patrocinadora do torneio de ténis French Open, realizado em Roland-Garros, Paris. No mesmo ano tornou-se, também, patrocinadora do torneio de Wimbledon como o primeiro parceiro oficial de smartphones para um período de 5 anos.
A partir do Campeonato Mundial de 2019, a OPPO passou a ser o parceiro mundial exclusivo de smartphones para a “The League of Legends” até 2024. A OPPO terá ativações durante todo o ano centradas em torno dos três torneios mundiais anuais do desporto: o Invitational Mid-Season, o All-Star Event, e o Campeonato Mundial.
Desde 2019, a OPPO começou a realizar “Renovators”, que está disponível para jovens artistas e amantes da arte das melhores escolas de arte e universidades do mundo, para recolher obras desenhadas, com o objetivo de construir uma plataforma de partilha de informação e ligação de recursos de arte e criação de design do mundo.
Em 2020, a OPPO anunciou Eddie Redmayne como seu embaixador da marca a nível global, no evento de lançamento do Find X2. A OPPO anunciou também, no mesmo lançamento, que se tornou o parceiro oficial da Maratona de Boston. Assim, ao longo dos próximos 4 anos, a OPPO levará a cabo uma profunda colaboração com a Maratona de Boston em áreas que incluem smartphones, relógios inteligentes e muito mais.
Em 2021 a OPPO anunciou o programa "Endangered Colour" com a “National Geographic”, para apoiar a preservação de espécies em risco de extinção. A OPPO convidou Joel Sartore, que passou anos a captar retratos de animais com uma variedade de câmaras e lentes, a utilizar o Find X3 Pro para captar as cores ameaçadas e guardá-las para o futuro.

### Prémio de Marca
A OPPO foi classificada em #6 no Top 50 Kantar BrandZ™ Chinese Global Brand Builders 2021 Ranking report, publicado conjuntamente pela Google e pela KANTAR, e foi selecionada como o Outstanding Globalizing Chinese Global Brand Builder. Nos mercados desenvolvidos, o poder da marca OPPO continuou a crescer a uma taxa de mais de 30% por ano desde 2018; nos mercados emergentes, a OPPO foi classificada como #2 com o seu notável poder de marca.

## Produtos

### Smartphones
Artigo principal: Telefones OPPO
Série Find X
A série Find X representa a linha de produtos topo de gama da OPPO. A série Find X representa o espírito de exploração da OPPO, integrando estética e tecnologia de ponta com o objetivo de proporcionar aos utilizadores a melhor experiência de 5G.
Série Reno
A série Reno foi oficialmente lançada em abril de 2019. Esta série representa a criatividade e está empenhada em tornar cada pessoa que utiliza estes produtos, um criador.
Série A
A série OPPO A está empenhada em desenvolver produtos 5G mais amigáveis e fiáveis aos utilizadores globais em 2020, o primeiro ano de 5G, para que mais utilizadores em todo o mundo possam usufruir da melhor experiência que a tecnologia 5G pode oferecer.
Outros
A OPPO também lançou outros telefones e séries populares durante a sua história, incluindo as séries OPPO N1 e OPPO R, representadas por R9, R11s e R11s Plus.

### Dispositivos Inteligentes
OPPO TV
A OPPO lançou as suas primeiras televisões, OPPO TV S1 & OPPO TV R1, em outubro de 2020.
A série OPPO Smart TV K9 foi lançada na China em maio de 2021, e inclui três tamanhos - 65 polegadas, 55 polegadas, e 43 polegadas.
Wearables
A OPPO lançou o seu primeiro smartwatch, o OPPO Watch, no dia 6 de março de 2020 no mercado doméstico chinês.
A OPPO anunciou o lançamento da OPPO Band, que é o primeiro dispositivo utilizável da OPPO concebido para enriquecer e melhorar a experiência de fitness dos utilizadores, no Reino Unido em 2021.
Áudio
Em 2014 a OPPO lançou uma série de auscultadores e amplificadores topo de gama. Os auscultadores principais PM-1 e PM-2, juntamente com o amplificador de secretária HA-1, foram muito bem recebidos pela comunidade do áudio. Um bloguer chegou a declarar  que o PM-1 estava "próximo da perfeição".
Lançado em 2015, o HA-2, era uma versão portátil do amplificador/DAC HA-1, que apresentava uma opção de bateria e uma capa de cabedal.
Os auscultadores sem fios (TWS - true wireless stereo) OPPO Enco Air foram lançados na China em 2021. Anteriormente, a empresa já oferecia os auriculares OPPO Enco X, Enco W51, Enco W11, Enco W31 e Enco Free true wireless.
Outros acessórios
O OPPO 5G CPE Omni é um CPE 5G de alto desempenho. Com a inserção de um cartão SIM 5G, é capaz de converter sinais 5G em sinais Wi-Fi, proporcionando assim uma rede estável e de alta velocidade para dispositivos móveis. Também suporta BLE e ZigBee, para que se possa ligar e controlar outros dispositivos.
O OPPO VOOC Flash Charge Power Bank é compatível com todos os smartphones que utilizam a tecnologia de carregamento rápido VOOC, e a potência máxima de saída é de até 20W. São necessários apenas 20 minutos para carregar o Reno até 30%.

### ColorOS
O ColorOS é um SO móvel da OPPO, altamente personalizado, eficiente, inteligente, e ricamente concebido com base no Android. O ColorOS suporta múltiplas línguas - mais de 80 no total - incluindo Inglês, Hindi, Marathi, Bangla, Thai, Indonésio, entre outras, tendo atualmente mais de 370 milhões de utilizadores globais.

## Investigação e Desenvolvimento

### Estratégia de desenvolvimento de tecnologia 3+N+X
No OPPO INNO DAY 2020, a OPPO deu a conhecer a Estratégia de Desenvolvimento Tecnológico 3+N+X. O "3" refere-se a três tecnologias subjacentes: hardware, software e serviços. O "N", representa uma série de capacidades essenciais da OPPO, incluindo IA, segurança e privacidade, multimédia e interconectividade. O "X" representa as tecnologias de ponta e diferenciadas e os recursos estratégicos. A OPPO espera criar um "mundo de bondade" através da sua inovação e dos seus valores.

### Instituto de Investigação da OPPO
Criado em março de 2018, o Instituto de Investigação OPPO é a mais alta representação da empresa em investigação académica, de standards e de aplicação sendo um impulsionador de tecnologias de ponta.
Com 6 Institutos de Investigação a nível mundial, a OPPO trabalha no desenvolvimento e aplicação de 5G, IA, imagem, novos materiais/processos e outras tecnologias em dispositivos inteligentes. Cinco Centros de I&D, sediados em Shenzhen, Dongguan, Chengdu e Xi'an na China, e Hyderabad, na Índia, servem o desenvolvimento de dispositivos inteligentes altamente competitivos, produtos de software e serviços de Internet com tecnologias de ponta, tal como IA, serviços cloud e Big Data.

### Inovações
5G：
A OPPO é um player ativo no 5G e contribuiu para a formulação de normas 5G, desenvolvimento de produtos, desenvolvimento de aplicações e inovação. Foi o único fabricante de dispositivos a contribuir para o impulso global para o standard unificado 3GPP em 2015. No final de dezembro de 2020, a OPPO tinha apresentado mais de 3.700 propostas de pedidos de patentes globais, apresentado mais de 1.500 propostas de patentes da norma 5G ao ETSI, e submetido mais de 3.000 propostas relacionadas com a norma 5G ao 3GPP. De acordo com o relatório emitido por um dos principais institutos de investigação alemães (IPlytics), a OPPO está entre as dez maiores empresas relativamente ao número de propostas de patentes 5G submetidas em 2021.
A OPPO trabalha com parceiros líderes mundiais e realizou a primeira chamada de dados DSS. A OPPO e os seus parceiros também cooperaram nos primeiros ensaios comerciais em pequena escala da rede 5G SA da Europa e no primeiro ensaio partilhado da rede 5G SA da Europa para acelerar a comercialização de 5G em todo o mundo. Em abril de 2021, a OPPO e a Vodafone, a Qualcomm e a Ericsson conseguiram a comercialização da primeira rede autónoma (SA) 5G da Europa.
Tecnologia de imagem
Sendo uma força impulsionadora para uma melhor tecnologia de imagem de telemóveis, a OPPO lançou características inovadoras líderes da indústria, incluindo o modo de beleza selfie, zoom ótico estilo periscópio, Vídeo Ultra Estável, Sistema de Vídeo Retrato FDF, e sistema de Gestão de Cor Full-path.
Modo Ultra Noturno 3.0: Com o lançamento do R17/R17 Pro, a OPPO apresentou o seu poderoso modo Ultra Noturno. Um simples toque no botão do obturador cria uma fotografia noturna nítida, brilhante e magnificamente colorida. Agora na sua terceira geração, o Modo Ultra Noturno 3.0 cobre toda a distância focal e suporta um zoom de até 60X. O zoom suave também é possível durante as filmagens noturnas. Além disso, o Modo Ultra Noturno 3.0 incorpora tecnologias de redução de ruído multi-frame e HDR, utilizando algoritmos complexos, incluindo cancelamento de ruído, anti-vibração, redução de brilho, e melhoramento do alcance dinâmico para obter imagens noturnas ultraclaras que rivalizam com as câmaras convencionais.
Zoom híbrido 10X: A OPPO lançou a primeira tecnologia de zoom 5X sem perdas do mundo para telemóveis, em 2017, e em 2019 continuou com a primeira tecnologia comercializada de zoom híbrido 10X no Reno 10X Zoom. Em 2020, a tecnologia de zoom híbrido 10X teve outra atualização no Find X2 Pro. Com a tecnologia de zoom híbrido 10X, uma lente grande angular de 48MP, uma lente ultra grande angular de 48MP, e uma lente teleobjetiva de 13MP estilo periscópio, o sistema de supercâmara de lente tripla permite à câmara suportar um ângulo ultra-largo de 16mm a 160mm de distância focal. Isto permite mais possibilidades de composição e resulta numa imagem mais nítida e estável, independentemente da distância, com um controlo mais suave e um efeito de zoom superior.
Vídeo Ultra Estável 3.0: A tecnologia de Vídeo Ultra Estável da OPPO já está na sua terceira geração. Em 2019, o OPPO Reno 10X Zoom foi o primeiro, entre os smartphones, a adotar a Estabilização Híbrida de Imagem (HIS) , e o Reno2 foi lançado no mesmo ano equipado com Vídeo Ultra Estável. A última geração de Vídeo Ultra Estável 3.0, não só suporta a câmara principal e as câmaras Ultra Grande Angular, mas também garante a estabilização da imagem da câmara frontal, permitindo aos utilizadores captar imagens suaves e estáveis em qualquer altura e em qualquer lugar. Além disso, os mais recentes algoritmos do Vídeo Ultra Estável 3.0 suportam vídeos hiperlapse, permitindo aos utilizadores criar filmagens de nível profissional como se fossem filmadas utilizando um estabilizador Gimbal.
Vídeo em Destaque com IA: A OPPO começou a aplicar o Vídeo em Destaque com IA com o Reno5. Vídeo em Destaque com IA é a primeira funcionalidade de otimização de vídeo que utiliza algoritmos adaptativos incluindo o primeiro algoritmo OPPO Vídeo Ultra Noturno e algoritmo Live HDR baseado na iluminação ambiente. O Vídeo em Destaque com IA pode detetar condições de iluminação e ajustar automaticamente o brilho, a cor e a claridade para proporcionar um efeito de qualidade de vídeo claro e natural.
Sistema de Gestão de Cores Full-Path: A OPPO liderou o mercado em 2020 ao lançar o primeiro Sistema de Gestão de Cores Full-Path Android definindo a era futura de ampla gama e elevada profundidade de cor. O Sistema de Gestão de Cores Full-Path da OPPO suporta formatos de 10 bits e captação de imagem completa, incluindo recolha, cálculo, codificação, armazenamento, descodificação e visualização, oferecendo os formatos mais elevados possíveis em cada etapa.
Tecnologia de carregamento rápido VOOC
VOOC é uma tecnologia de carregamento rápido desenvolvida pela OPPO Electronics, apresentada pela primeira vez em 2014. Até dezembro de 2020, O VOOC era usado por mais de 175 milhões de utilizadores em todo o mundo. A tecnologia de carregamento rápido pode melhorar a eficiência de carregamento, reduzindo o tempo para carregar dispositivos. Também evita o problema de sobreaquecimento que as soluções de carregamento rápido de alta tensão padecem, graças a aumentos de tensão faseados e constantes, uma estrutura melhorada, passando o circuito de controlo de carga para o carregador, e utilizando tecnologia de pressão parcial de carregamento - tudo isto também significa que não precisa de efetuar a conversão de tensão secundária. Em 2020, a OPPO lançou a sua tecnologia de ponta SuperVOOC de 125W, que estabeleceu um novo recorde de velocidade de carregamento para telemóveis. A OPPO lançou o carregamento rápido sem fios AirVOOC de 65W, que é mais rápido do que a maioria das tecnologias de carregamento rápido com fios disponível no mercado nessa altura.
Nova Era
Em 2018, o smartphone de ecrã completo da OPPO, o Find X, utilizou um design deslizante pioneiro que permitiu que a câmara aparecesse de dentro do telefone quando ativada, e é o primeiro telefone de design panorâmico do mundo, sem buracos visíveis no ecrã e com o design unificado. As câmaras 3D invisíveis não estão apenas escondidas, contêm, também, uma série de tecnologias inovadoras.
Em 2019, a OPPO revelou a sua antecipada tecnologia de Câmara por baixo do ecrã (USC) com o objetivo de oferecer uma "experiência real de ecrã completo" num próximo telemóvel OPPO. Um protótipo que demostrava o alcance da nova tecnologia foi apresentado no MWC Shanghai 2019. A OPPO revelou que o mais recente desenvolvimento funciona com um módulo de câmara personalizado que está debaixo de um material translúcido melhorado do painel para captar selfies desde o painel de visualização. Utilizando a tecnologia de câmara debaixo do ecrã, a OPPO afirmou que os utilizadores obteriam uma experiência de visualização imersiva do ecrã juntamente com a capacidade de tirar selfies, usar o desbloqueio facial, e fazer videochamadas. A empresa concebeu o módulo de câmara personalizado que permite capturar mais luz utilizando uma funcionalidade de controlo de “zoning” juntamente com o material "altamente transparente". Isto permite a transmissão de luz através do ecrã.
O conceito de telemóvel extensível OPPO X 2021 foi apresentado em 2020. O protótipo apresenta as três tecnologias proprietárias da OPPO, incluindo o sistema Roll Motor Powertrain, a placa 2 em 1, e o laminado de ecrã de alta resistência Warp Track desenvolvido pela OPPO. O OPPO x2021 oferece um ecrã OLED que pode variar continuamente de tamanho, que se pode estender desde as 6,7 polegadas até às 7,4 polegadas, o que permite aos utilizadores ajustar o tamanho do ecrã com base nas suas necessidades.

### Propriedade Intelectual
Em 31 de Março de 2021, a OPPO tinha apresentado mais de 61.000 pedidos de patentes e tem mais de 26.000 patentes concedidas a nível mundial. Entre estas, 54.000 eram patentes de utilidade, representando 89% de todos os pedidos de patentes da OPPO. De acordo com a Organização Mundial da Propriedade Intelectual (OMPI), a OPPO estava entre os 10 principais registadores PCT em 2020.

## Mercado Global
Desde que iniciou as suas primeiras operações internacionais em 2009, a OPPO estabeleceu presença oficial em mais de 40 mercados em 6 continentes em todo o mundo. A OPPO tem sedes regionais em Kuala Lumpur, Varsóvia e Dusseldorf.
No primeiro trimestre de 2021, a quota de mercado dos smartphones da OPPO ocupa o quarto lugar no mercado global. e o segundo lugar na China continental Na Europa, a OPPO classificou-se em 4º lugar na região, com um crescimento constante das exportações de smartphones, de 153%. Na Índia, a OPPO também se posicionou no 4º lugar, crescendo 35% numa base anual.  No Sudeste Asiático, a OPPO está entre as 3 primeiras marcas de smartphones na maioria dos países, estando em 1ª na Indonésia e Camboja, 2ª no Vietname e 3ª nas Filipinas e Singapura. No Médio Oriente e África, a OPPO tem estado em 5º lugar no ranking de marcas de smartphones da região. Na América Latina, a OPPO alcançou um rápido crescimento no México com um surpreendente YoY de 2236%, tornando-se uma das marcas de crescimento mais rápido no país.